# The World Factbook

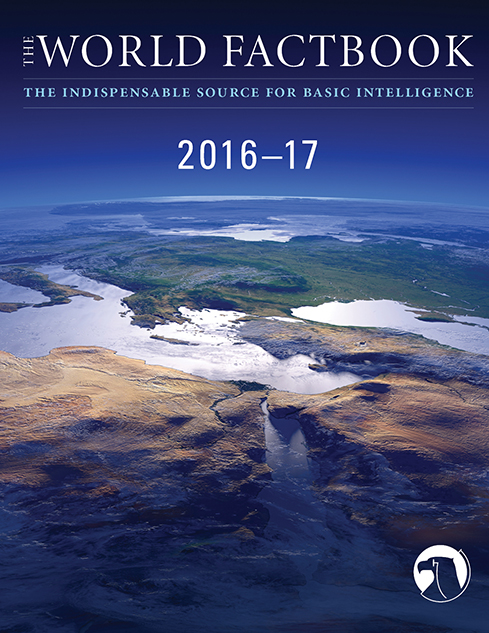
Titulní stránka knižního vydání The World Factbook 2016-17

The World Factbook je volně dostupný souhrn statistických geografických, demografických a jiných dat, spravovaný americkou agenturou CIA, kterou je průběžně aktualizován (je veden jako periodikum, s ISSN 1553-8133). U každé země, nezávislého území či geografické entity obsahuje několik desítek podrobných údajů, které též nabízí ve formě tabulek. Součástí World Factbook jsou též jednoduché politické mapy každé dané země či jiné oblasti, seznam vlajek a tabulky a přehledy důležitých nebo zajímavých údajů (jako např. HDP, počet nakažených AIDS, kódy měn a další).
The World Factbook vychází od roku 1981, od 90. let je i k dispozici na internetu v hypertextové a textové verzi. Z hlediska autorského práva jsou všechny podklady a informace uvolněny jako public domain.

## Sekce každé země podle CIA World Factbook
Každá země na CIA World Factbook obsahuje:
- krátkou synopsi, zahrnující nejdůležitější historické milníky dané země plus některé nejdůležitější body nedávné minulosti
- sekce geografie
  - poloha, souřadnice hlavního města, příslušnost ke kontinentu a regionu, rozloha, hranice, pobřeží, klima, ráz krajiny, přírodní bohatství, rozdělení půdy, rizika možných přírodních katastrof, způsob, jakým se daná země podílí na řešení environmentálních problémů
- sekce demografie
  - počet obyvatel, věkové složení obyvatelstva, průměrný věk, růst obyvatel, natalita, mortalita, migrace, genderové složení, dětská úmrtnost, fertilita, AIDS, etnika, náboženské složení; složení jazyků, kterými se v dané zemi mluví; gramotnost
- sekce vláda
  - oficiální jméno země, typ vlády, hlavní město a jeho souřadnice, časový posun, administrativní dělení, datum získání nezávislosti, národní svátek, ústava, právní systém, volební právo pro ženy, výkonná, právotvorná a soudní moc v zemi, nejvlivnější politické strany a skupiny, participace dané země v nadnárodních smlouvách a projektech, diplomatická reprezentace a kontakty na ambasádu pro Spojené státy, popis vlajky
- sekce ekonomika
  - přehled, HDP, HDP per capita, HDP podle sektoru, pracovní síla (abs. čísla, podle sektoru), nezaměstnanost, chudoba, index Gini, státní rozpočet a jeho přebytek/deficit, státní dluh (v % HDP), zemědělské produkty, výroba a spotřeba elektřiny, ropy a zemního plynu, import, export, rezervní měna, měna a její kurzy k hlavním měnám
- sekce komunikace
  - telefony, rádio, internet
- sekce doprava
  - letiště, přistávací plochy pro helikoptéry, silnice, železnice, vodní cesty, přístavy, flotila
- sekce armáda
  - oddíly, branná povinnost, vojenská síla podle věku a pohlaví
- sekce mezinárodní aféry
  - případné neshody s jinými zeměmi, drogy